# MK 30
Die MK 30 ist eine Maschinenkanone im Kaliber 30 Millimeter, die ursprünglich von Mauser entwickelt wurde. Nach der Übernahme von Mauser wird die Kanone vom Tochterunternehmen RWM GmbH (Rheinmetall Waffe Munition) des deutschen Unternehmens Rheinmetall produziert.
Die Waffe verschießt das NATO-Standard-Kaliber 30 × 173 mm für Maschinenkanonen. Durch die Verwendung der 30-mm-Munition beträgt die Platzersparnis gegenüber dem Kaliber 35 mm 50 Prozent und gegenüber dem 40-mm-Kaliber 75 Prozent. Des Weiteren wurde bei der Entwicklung der Waffe auf eine flexible Anwendung geachtet, so dass die MK 30 gegen Land-, Luft- und Seeziele auf jedem Waffensystem angewandt werden kann.

## Technik
Die MK 30 ist ein konventioneller Gasdrucklader. Die Hauptbaugruppen sind das Rohr, das Waffengehäuse, die Gurtzuführung und die Rücklaufvorrichtung. Das gezogene Rohr sowie das Patronenlager sind zur Erhöhung ihrer Lebensdauer hartverchromt. Die Munition wird der Waffe mittels Doppelgurtzuführer zugeführt. Somit können ohne erneutes Laden zwei verschiedene Munitionsarten ausgewählt werden. Die größtmögliche Sicherheit der Waffe wird durch die starre Verriegelung des Verschlusses mit unterstellten Stützklappen und die Zwangssteuerung des Schlagbolzens gewährleistet. Die MK 30 hat einen zuschießenden Verschluss, das heißt, der Verschluss wird in seiner hintersten Stellung vom Abzug gehalten. Bei der Schussabgabe wird der Verschluss entriegelt, schiebt die Patrone aus dem Magazin in das Patronenlager und zündet diese. Die Zündung erfolgt entweder elektrisch oder mechanisch. Es sind die Feuermodi Einzelschuss, schnelles Einzelfeuer (mit 200 Schuss pro Minute) und Dauerfeuer mit der vollen Kadenz möglich. Die Waffe ist so konstruiert, dass sie zur Reinigung oder Wartung ohne Spezialwerkzeug zerlegt werden kann (sogenannter „Field strip“).

## Varianten
Von der MK 30 gibt es drei Varianten:
- MK 30-1: Modell F, erstes Muster, Verschuss von 30 × 173-mm-Aluminiummunition
- MK 30-2: Weiterentwickelte Variante, Verschuss von 30 × 173-mm-Stahlmunition
- MK 30-2/ABM: wie MK 30-2, jedoch für den Verschuss von Air-Burst-Munition (ABM) wie der AHEAD-Munition ausgerüstet, dadurch wurde eine Rohrabstützung notwendig.

## Einsatz
Die MK 30-1 wird vor allem als Flugabwehrkanone auf Kriegsschiffen verwendet, wobei auch eine Lafettierung als Zwillingskanone möglich ist. Die konventionell betriebenen Hubschrauberträger der Mistral-Klasse sind mit zwei MK 30 ausgerüstet.
Die MK 30-2 wird dagegen vor allem als schwimmend gelagerte Bordkanone für Schützenpanzer oder leichte bis mittlere gepanzerte Fahrzeuge eingesetzt. So ist die MK 30 in der Variante MK 30-2/ABM die Primärbewaffnung des deutschen Schützenpanzer Puma.
Mit der Integrierung in den modularen Mittelkaliberturm LANCE findet die Version MK 30-2/ABM zudem Verwendung sowohl in Varianten des Radpanzers GTK Boxer, als auch des Schützenpanzers Lynx. Ebenso nutzt der in Brasilien entwickelte unbemannte Turm TORC30 die Variante MK30-2/ABM, entwickelt von Ares Aerospacial e Defesa. Weitere Anwendungen sind die gepanzerten Fahrzeuge der ASCOD-Serie.

## Technische Daten
|                      | MK 30-1                    | MK 30-2                    | MK 30-2/ABM                |
| -------------------- | -------------------------- | -------------------------- | -------------------------- |
| Typ                  | einläufige Maschinenkanone | einläufige Maschinenkanone | einläufige Maschinenkanone |
| Kaliber              | 30 × 173 mm                | 30 × 173 mm                | 30 × 173 mm                |
| Funktionsprinzip     | Gasdrucklader              | Gasdrucklader              | Gasdrucklader              |
| Kadenz               | 800 Schuss/min             | 700 Schuss/min             | 700 Schuss/min*            |
| Effektive Reichweite | 3000 m                     | 3000 m                     | 3000 m                     |
| Gewicht              | 155,5 kg                   | 173 kg                     | 198 kg                     |
| Rohrlänge            | 2588 mm                    | 3307 mm                    | n/a                        |
| Länge (komplett)     | 3350 mm                    | 3307 mm                    | 3780 mm                    |
| Höhe                 | 291 mm                     | 295 mm                     | n/a                        |
| Breite (mit DGZ)     | 286 mm                     | 310 mm                     | n/a                        |

(*) Beim Schützenpanzer Puma wird diese Kadenz auf maximal 200 Schuss/min reduziert, um eine bessere Treffergenauigkeit zu erzielen.